# Melissa Herrera
Daphne Melissa Herrera Monge (* 10. Oktober 1996 in San Isidro de El General) ist eine costa-ricanische Fußballspielerin.

## Karriere

### Vereine
Von 2012 bis 2016 war ihre erste Karrierestation Saprissa FF. Von hier wurde sie in ihrem letzten Jahr bei dem Klub noch einmal zu AD Moravia verliehen. Danach spielte sie im Jahr 2016 noch einmal kurzzeitig in den USA in der UWS beim FC Indiana. Im Mai 2017 schloss sie sich dann schließlich in Kolumbien Independiente Santa Fe an. Zur Saison 2018/19 machte sie dann den großen Schritt über den großen Teich nach Europa und schloss ich dem französischen Klub Stade Reims an. Seit der Spielzeit 2021/22 stand sie bei Girondins Bordeaux unter Vertrag, ehe sie 2023 nach Mexiko zum Club Tijuana wechselte.

### Nationalmannschaft
Mit der costa-ricanischen U20 nahm sie an der Weltmeisterschaft 2014 teil.
Ihr erstes Spiel für die A-Nationalmannschaft war bereits am 1. September 2012 bei einer 0:8-Freundschaftsspielniederlage gegen die USA. Dort stand sie in der Startelf und wurde zur 64. Minute für Mariana Benavides ausgewechselt. Ihr erstes Turnier mit der Mannschaft war dann war dann der Gold Cup 2014. Ein Jahr später gehörte sie dann auch mit zum Kader des Teams bei der Weltmeisterschaft 2015 sowie kurz danach bei den Panamerikanischen Spielen 2015. Danach war sie auch bei der Qualifikation für die Olympischen Spiele 2016 dabei. Nach weiteren Freundschaftsspielen war ihr nächster Turniereinsatz dann bei den Zentralamerika- und Karibikspielen 2018.
Im Jahr 2020 folgten dann Einsätze bei der Qualifikation für die Olympischen Spiele 2020. Ihr nächstes Turnier war dann erst wieder die CONCACAF W Championship 2022, dort gelang ihr mit ihrem Team der Halbfinaleinzug und nach dem Verpassen bei der letzten Ausgabe wieder die Qualifikation für eine WM.
Am 8. Juli 2023 wurde sie für den Kader der Weltmeisterschaft 2023 nominiert.